# Taeniophyllum crenatum
Taeniophyllum crenatum är en orkidéart som beskrevs av Johannes Jacobus Smith. Taeniophyllum crenatum ingår i släktet Taeniophyllum och familjen orkidéer. Inga underarter finns listade i Catalogue of Life.